# Жизнь Человека
«Жизнь Человека» — пьеса Леонида Андреева, впервые напечатанная в литературно-художественном альманахе издательства «Шиповник» в 1907 году. Автор называл это произведение «стилизованной драмой».
Критика неоднозначно оценила пьесу.

## Сюжет
В произведении на суд публики представлена вся жизнь Человека. Действие разворачивается от момента рождения Человека до самой смерти. Он будет идти по жизни, как по лестнице, каждый раз поднимаясь на новую ступеньку. При этом Человек не знает, что ждет его на следующем уровне, он не может разгадать подсказок, дарованных ему судьбой. Все проходит, все меняется, но главный герой – все тот же Человек.
Все начинается с отчаянных криков роженицы, активно обсуждаемых ворчливыми старухами. Отец Человека рассказывает доктору о том, как он волновался все это время, как ему жалко было жену, страдающую в родовых муках. Но теперь он счастлив, так как у него есть сын. Его молитвы были не напрасны. Родственники в это время заняты выбором имени для Человека, они рассуждают о его здоровье и воспитании.
Прошло время. Человек не просто подрос, он – уже совсем взрослый мужчина. Он работает архитектором и очень любит свою работу. А еще он любит свою жену. Вот только его профессия не приносит денег. Они с женой все время голодают и разговаривают о том, как же они завидуют богачам, которых часто видят на улице. Ведь те всегда сыты. Соседи супругов не могут понять, почему так происходит: двое красивых молодых людей, счастливых, здоровых и всегда голодают?
А еще молодая женщина завидует знатным дамам, их красивым нарядам, ведь у нее ничего такого нет. А ей так хочется иметь красивую шляпку и нарядную юбку. Муж обещает ей выбраться из бедности. Они предаются фантазиям о собственном роскошном доме, в котором играет оркестр, проходят балы. Все это так легко представить, что однажды оно сбылось.
В красивом доме Человека проходит бал. Все восхищаются особняком и его хозяином. Для присутствующих это большая честь, ведь хозяин дома теперь богат и знаменит, у него всегда есть заказы. Но за роскошь пришлось заплатить большую цену: человек и его жена состарились. На балу присутствует множество друзей, отмеченных белыми розами, но не меньше и врагов с цветами желтого оттенка.
Жизнь переменчива и теперь Человек – снова нищий. Его творения больше никому не интересны, а на бесконечные балы ушли все деньги. Во дворце гостят разве что крысы, а сам дом никто не спешит покупать. На фоне всей этой трагедии умирает сын Человека. Он с женой молится, стоя на коленях, но не слышит ответов на свои призывы. В отчаянии Человек проклинает свою жизнь и самого себя, а еще того, кто даровал ему жизнь и все ее блага.
Теперь Человек спивается, долго сидит в кабаке. Он потерял, все что имел: деньги, славу, роскошный дом. Потерял и тех, кого любил: жену, сына, всех друзей. Вокруг него играют музыканты, те самые, что когда-то играли на балах в его доме. А еще, словно в танце, кружат старухи. Это последний бал Человека. Его жизнь подходит к концу. Ему не страшно, ведь больше нечего терять. Свеча его жизни догорела и погасла. Тьма окружила Человека.

## Творческая история
Андреев закончил эту драму в Берлине в сентябре 1906 года. Он посвятил её памяти своей жены, Александры Михайловны, умершей 28 ноября от послеродовой болезни. Вадим Андреев в своей книге воспоминаний приводит следующую запись, приложенную его отцом к черновику «Жизни Человека»: «Эту рукопись я завещаю после моей смерти Вадиму. Это последняя, в работе над которой принимала участие его мать. В Берлине, по ночам, <…> когда ты спал, я будил, окончив работу, мать, читал ей, и вместе обсуждали. По её настояниям и при её непосредственной помощи я столько раз переделывал „Бал“. Когда ночью ей, сонной, я читал молитвы матери и отца, она так плакала, что мне стало больно. И ещё момент. Когда я отыскивал, вслух с нею, слова, какие должен крикнуть перед смертью человек, я вдруг нашел и, глядя на неё, сказал: — Слушай. Вот. „Где мой оруженосец? — Где мой меч? — Где мой щит? Я обезоружен. Будь проклят“. И я помню, навсегда, её лицо, её глаза, как она на меня смотрела. И почему-то была бледная. И последнюю картину, Смерть, я писал <…> в доме, где она родила Даниила, мучилась десять дней началом своей смертельной болезни. И по ночам, когда я был в ужасе, светила та же лампа».
По окончании работы над пьесой Андреев писал М. Горькому: «„Жизнь Человека“ — произведение, достойное самого внимательного и хладнокровного изучения. На первый взгляд, это — ерунда; на второй взгляд — это возмутительная нелепость; и только на тридцатый взгляд становится очевидным, что написано это не идиотом, а просто человеком, ищущим для пьесы удобных и свободных форм».
Писатель задумал целый драматический цикл в найденной им художественной манере. «За „Жизнью Человека“ идет „жизнь человеческая“, — писал Андреев Немировичу-Данченко, — которая будет изображена в четырёх пьесах: „Царь Голод“, „Война“, „Революция“ и „Бог, дьявол и человек“. Таким образом, „Жизнь Человека“ является необходимым вступлением как по форме, так и по содержанию в этот цикл, которому я смею придавать весьма большое значение». Однако целиком этот замысел осуществлен не был; из всего задуманного Андреев написал только пьесу «Царь Голод».

## Сценическая судьба

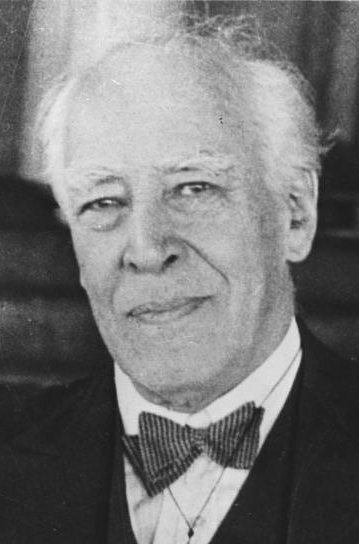
Константин Сергеевич Станиславский

Желая добиться наибольшей точности в сценической передаче содержания пьесы, Андреев подробно излагал Станиславскому и Немировичу-Данченко свой замысел и своё понимание театральной постановки. «В связи с тем, что здесь не жизнь, а только отражение жизни, рассказ о жизни, представление, как живут, — в известных местах должны быть подчеркивания, преувеличения, доводящие определённые типы, свойства до крайнего развития. Нет положительной, спокойной степени, а только превосходная. <…> Резкие контрасты. Родственники, напр[имер], в первой картине должны быть так пластично нелепы, чудовищно комичны, что каждый из них, как фигура, останется в памяти надолго. <…> Так же и гости на „балу“. Вообще весь этот „бал“ откровенно должен показать тщету славы, богатства и т. п. счастья. <…> Они, эти гости, должны быть похожи на деревянных говорящих кукол, резко раскрашенных. <…> Эта картина „веселья“ должна бы быть самой тяжелой из всех, безнадежно удручающей. Это не сатира, нет. Это изображение того, как веселятся сытые люди, у которых душа мертва. Пьяницы и вся пятая картина — кошмар. <…> Но вот ещё одно важное обстоятельство. Так как все это — только отражение, только далекое и призрачное эхо, то драмы в „Жизни Человека“ нет. В четвёртой картине молитв и проклятий, очень удобной для чисто драматических проявлений, я с трудом удержался от того, чтобы не перейти границу, — кое-где вместо отражения жизни не дать настоящую жизнь. <…> Но если выкинуть драму совсем, то по непривычке к такого рода нарисованным представлениям публика попросту начнет чихать и кашлять. И поэтому я смалодушничал: кое-где в четвёртой и пятой картинах я оставил драматические местечки <…>. Но, в общем, и горе и радость должны быть только представлены, и зритель должен почувствовать их не больше, чем если бы он увидел их на картине».
Вс. Мейерхольд опередил МХТ, и уже 22 февраля 1907 года в петербургском театре В. Ф. Комиссаржевской состоялось первое представление «Жизни Человека». Его очень высоко оценил А. Блок («Это — можно с уверенностью сказать — лучшая постановка Мейерхольда»), но сам Андреев был недоволен режиссурой: «Всю пьесу он пронизал мраком, нарушив цельность впечатления. В ней должны быть свет и тьма».
Премьера «Жизни Человека» в Московском Художественном театре (постановка К. С. Станиславского и Л. А. Сулержицкого, музыка И. Саца) состоялась 12 декабря 1907 года. «Успех огромный, — отметил Станиславский, — много вызывали автора, и он выходил. Лично [мне] этот спектакль не дал удовлетворения. Вот почему я был холоден и недоволен собой». Андреевские новации были слишком далеки от традиций психологической драмы, культивировавшихся в МХТ. Не могла Станиславского удовлетворить и стилевая неровность «Жизни Человека», которую Андреев объяснял своими уступками привыкшей к «драматическим местечкам» публике.
В провинции постановки «Жизни Человека» вызвали яростную реакцию чёрной сотни. После скандала во время спектакля в Одессе, учиненного союзом «истинно русских», оскорбленных «богохульственным» образом Некоего в сером, управление по делам печати разослало циркуляр, предписывавший «дозволять к представлению пьесу „Жизнь Человека“ только в том случае, если добросовестность антрепризы может служить ручательством над лежащего исполнения этой пьесы и если не имеется в виду причин, заставляющих опасаться нарушения порядка во время представления». Несмотря на протесты в печати, пьеса была запрещена местными властями Одессы, Харькова, Киева, Витебска, Вильны и ряда поволжских городов. Труппы Марджанова и Янова, гастролировавшие с «Жизнью Человека» по стране, понесли из-за этого большие убытки.
В декабре 1907 года «Общество русских драматических писателей и оперных композиторов» (в его жюри входили А. Н. Веселовский, П. Н. Сакулин и Р. Ф. Брандт) присудило Андрееву за пьесу «Жизнь Человека» премию имени А. С. Грибоедова.

## Оценка

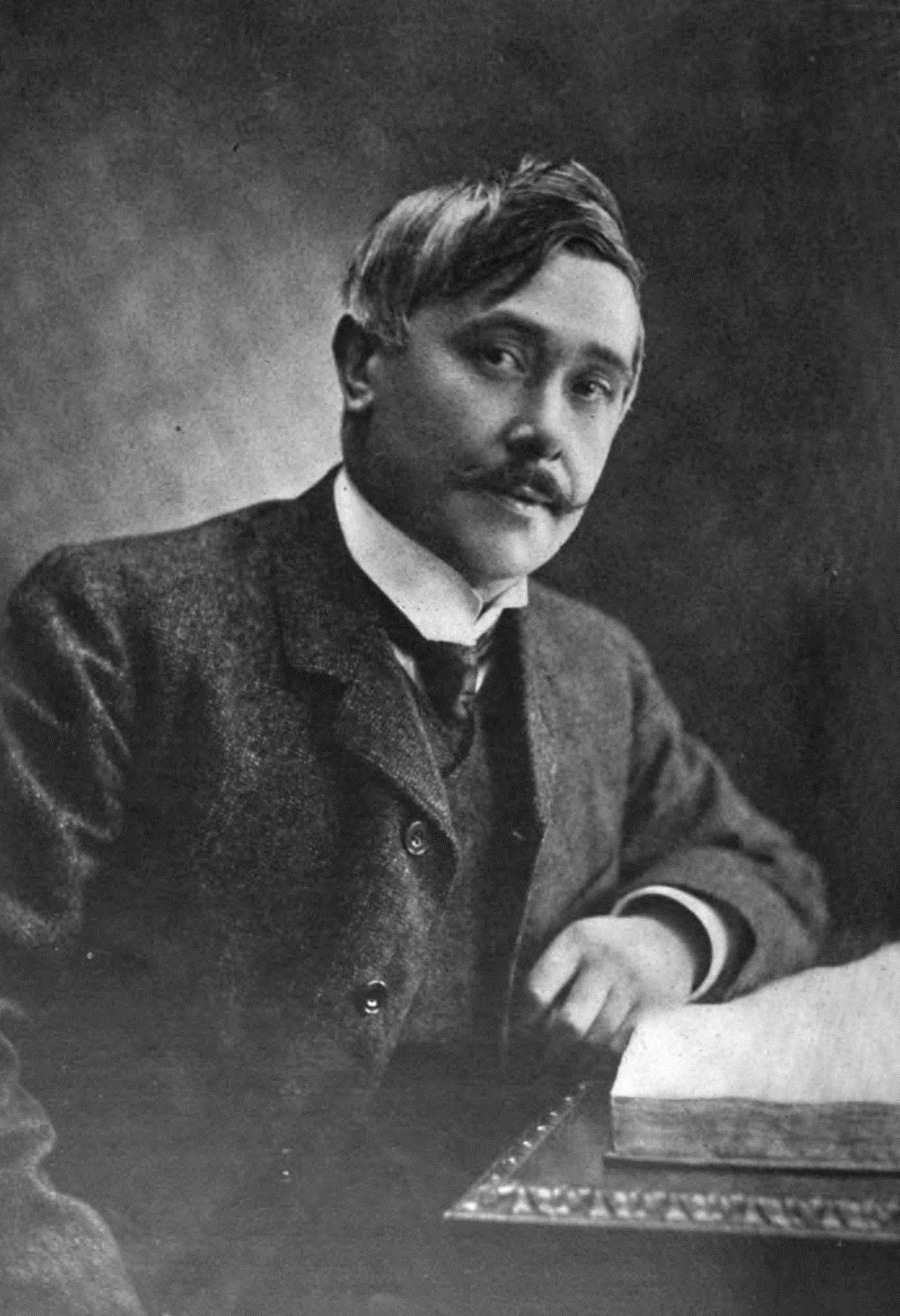
Критик обнаруживают в пьесе отголоски творчества Метерлинка, что сам Андреев отрицал

Общим местом критических отзывов было сравнение пьесы с русским лубком и европейским символизмом, а также указание на её стилевую невыдержанность, создающую «впечатление как бы обширной пустыни лишь с несколькими оазисами».
М. Горький отнесся к «Жизни Человека» очень строго. Он писал Андрееву: «…Это превосходно как попытка создать новую форму драмы. Я думаю, что из всех попыток в этом роде — твоя, по совести, наиболее удачна. Ты, мне кажется, взял форму древней мистерии, но выбросил из мистерии героев, и это вышло дьявольски интересно, оригинально. Местами, как, например, в описании друзей и врагов человека, ты вводишь простоту и злую наивность лубка — это тоже твоё и это — тоже хорошо. Язык этой вещи — лучшее, что когда-либо тебе удавалось. Но — ты поторопился. В жизни твоего человека — почти нет человеческой жизни, а то, что есть — слишком условно, не реально. Человек поэтому вышел очень незначителен — ниже и слабее, чем он есть в действительности, менее интересен. Человек, который так великолепно говорил с Ним, не может жить такой пустой жизнью, как он живёт у тебя — его существование трагичнее, количество драм в его жизни — больше <…> Ты скажешь — не хочу реальности! Пойми — говорю не о форме, а о содержании, оно не может не быть не реальным».
И Горький, и Плеханов и многие другие находили в «Жизни Человека» заметное влияние М. Метерлинка. А. Блок так прокомментировал это наблюдение: «Публика в театре недоумевает: о чём, собственно, беспокоиться? И что за пьеса? И почему так таинственно? <…> „Белиберда, подражание Метерлинку“. Но вопросы не попадают в цель: никакого Метерлинка нет в „Жизни Человека“, есть только видимость Метерлинка, то есть, вероятно, Андреев читал Метерлинка — вот и всё. Но Метерлинк никогда не достигал такой жестокости, такой грубости, топорности, наивности в постановке вопросов. За эту-то топорность и наивность я и люблю „Жизнь Человека“ и думаю, что давно не было пьесы более важной и насущной». Своё родство с Метерлинком отрицал и сам Андреев. Объясняя К. С. Станиславскому сущность своих нововведений, он, в частности, писал: «Если в Чехове и даже Метерлинке сцена должна дать жизнь, то здесь, в этом представлении, сцена должна дать только отражение жизни. Ни на одну минуту зритель не должен забывать, что он <…> находится в театре и перед ним актёры, изображающие то-то и то-то».
В беседе с корреспондентом газеты «Русское слово» Андреев говорил: «О, я не теоретик, совсем не теоретик. Построить какую-нибудь теорию искусства и потом, следуя ей, творить, осуществляя в художественных образах эстетическую программу, — я не понимаю, как это можно делать. Меня в этом отношении часто удивлял Валерий Брюсов, который так ясно знает, к чему идет <…> Я думаю, что этот путь неправилен и, в известной степени, повредил многим вещам Брюсова. Вот почему я боюсь теории. Я лично пишу свои вещи, как пишется <…> Не от теории к образам, а от художественных образов к теории. Так у меня было и с „Жизнью Человека“. Написал, а потом сказал себе: „Это — стилизованная драма“. Моим идеалом является богатейшее разнообразие форм в естественной зависимости от разнообразия сюжетов. Сам сюжет должен облечься в свойственную ему форму. <…> Мне нередко приходилось слышать, что „Жизнь Человека“ — это метерлинковщина. Я считаю подобное мнение чистейшим недоразумением. Различий между этими типами драм целая масса. Вот хотя бы некоторые. Стилизованная драма должна быть демократической. Не книжкой для народа, не нравоучением, а именно демократической в смысле универсальности <…> Новая драма должна быть простою и понятною всем, как пирамиды. Не таковы пьесы Метерлинка. Он для утонченных, для избранных. Затем, Метерлинк — символист. В его „Слепых“, например, море не море, а символ — жизнь. Я же, в „Жизни Человека“ и вообще, строгий реалист. Если у меня будет сказано: „море“, понимайте именно „море“, а не что-нибудь символизируемое им. „Некто в сером“ — не символ. Это реальное существо. В своей основе, конечно, мистическое, но изображающее в пьесе само себя: Рок, Судьба. Тут не символ Рока или Судьбы, а сам Рок, сама Судьба, представленные в образе „Некоего в сером“. Чем я в „Жизни Человека“ недоволен — это старухами. Они действительно символы и могут быть с основанием названы метерлинковскими. Стилизованная драма должна быть реальной и демократической».
Целый поток оскорблений выплеснул на Андреева и его произведение В. Буренин. «Наиболее фиглярствующий из теперешних ломак мнимого новаторства — г. Леонид Андреев, и наиболее шарлатанское из последних произведений этого ломаки — „Жизнь Человека“, — писал критик.— <…> Это какая-то виттова пляска в мнимо драматической форме, пляска тем более противная, что она притворная, деланная». Разгромная рецензия Антона Крайнего (3. Н. Гиппиус) была выдержана в иных тонах: «„Жизнь Человека“ Л . Андреева — несомненно, самая слабая, самая плохая вещь из всего, что когда-либо писал этот талантливый беллетрист. <…> Л. Андреев ещё глубок, когда не думает, что он глубокомыслен. А когда это думает — теряет все, вплоть до таланта. <…> Никогда мне не было так жалко Леонида Андреева».
Невысоко оценил «Жизнь Человека» и Лев Толстой. «Этот наивный, напускной пессимизм, что не так идет жизнь, как мне хочется… — говорил он. — Я много получаю писем таких, преимущественно от дам. Ни новой мысли, ни художественных образов».

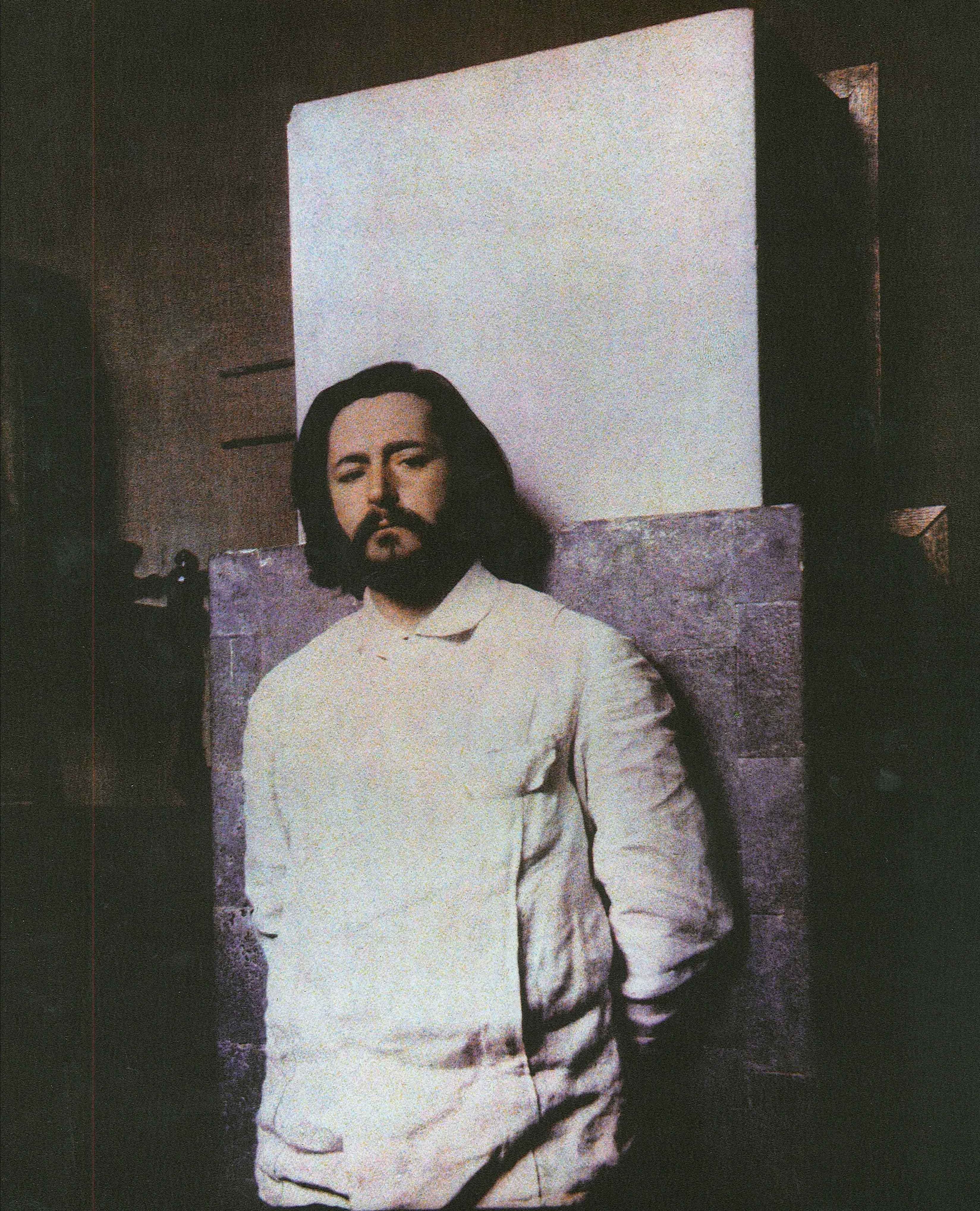
Леонид Андреев

Обвиняли Андреева и в реакционности, причем главным образом «справа», а не «слева». "Молодая публика, награждающая автора шумными овациями, разве она может, не кривя душою, признать в «настроении», каким проникнута «Жизнь Человека», что-либо отвечающее на её судьбу, на подъём её души, на её массовую психику? <…> Позволим себе ответить за неё отрицательно,— писал известный романист П. Боборыкин. Д. В. Философов в своей рецензии прямо и решительно ставил политическое клеймо: «Нечего себя обманывать: „Жизнь Человека“ — одно из самых реакционны х произведений русской литературы, и только наивное и бездарное русское правительство может ставить препоны к его распространению. Оно реакционно потому, что уничтожает всякий смысл жизни, истории». Подходили к Андрееву и с позиций психиатрии: «Если он не душевнобольной, то во всяком случае ясно, что он обладает больной психикой. <…> Все „его люди“ несчастные, искалеченные нравственно и физически, полуживые мертвецы, и весь мир его — бездонный склеп».
С такими отзывами резко контрастировали выступления А. Блока и А. Белого. «Я не могу забыть того подъёма, с которым я читал это замечательное произведение. И когда мне говорят о недостатках, хочется сказать: „Не в недостатках дело“! — писал А. Белый.— <…> Как сорвавшаяся лавина проносится перед нами „Жизнь Человека“. Как сорвавшаяся лавина, вырастает в душе гордый вызов судьбе. Как сорвавшаяся, пухнущая лавина растет, накипает в сердце рыдающее отчаяние. <…> Спасибо, спасибо художнику, который раскрыл перед нами пропасти бытия и показал перед ними гордого человека, а не идиота. <…> „Жизнь Человека“ Л. Андреева принадлежит к тому немногому, на что мы можем с гордостью опираться среди многообразного печатного хлама последнего времени» «Да, отчаяние рыдающее, — подхватывал А. Блок, — которое не притупляет чувства и воли, а будит, потому что проклятия человека так же громки и победоносны, как проклятия Иуды из Кариота… И эти вопли будили и будут будить людей в их тяжелых снах». Блок нашёл в пьесе не болезнь, не реакционность и не пессимизм, а "твердую уверенность, что победил Человек, что прав тот, кто вызывал на бой неумолимую, квадратную, проклятую судьбу. «Литературные произведения, — писал он, — давно не доставляли таких острых переживаний, как „Жизнь Человека“. Да — тьма, отчаяние. Но — свет из тьмы <…>».
«Шедевром Андреева» назвал эту пьесу и А. В. Луначарский. Социологическая критика в лице В. Фриче нашла, что «„Жизнь Человека“ — типическая трагедия мещанина, трагедия всего мещанства».
В 4-м альманахе «Шиповника» (СПб., 1908) Андреев опубликовал новый вариант пятой картины «Жизни Человека», предпослав ему обстоятельный автокомментарий-примечание, в котором изложил причины создания и суть новой трактовки финала пьесы. Критика отметила неблагоприятную для цельного восприятия произведения форму подачи этого варианта — отдельно от основного текста. Литературный обозреватель «Русского богатства» поставил также под сомнение целесообразность подобных изменений, призванных, по замыслу автора, завершить «всеобъемлющее изображение человеческой жизни». Последнего, утверждал критик, никакой художественный образ, даже самый типический, дать не может, и «если художник станет на путь вариантов, он будет гоняться за своей тенью, вечно изменчивой, ибо вечно изменчив он сам».